# American Buds
American Buds è un film muto del 1918 diretto da Kenean Buel.

## Trama
Dopo la morte della madre delle piccole Jane e Katherine, vengono trovate delle lettere che indicano il capitano Bob Dutton come il padre delle due sorelle. Il colonnello Harding mette il suo sottoposto davanti all'alternativa o di riconoscere le figlie o di essere esonerato dal servizio. Dutton accetta il riconoscimento ma Cecile, la figlia del colonnello, rompe il fidanzamento con lui. Una sera, Jane sorprende il capitano Robert Duncan a rubare i documenti di Bob. Ferito, Duncan confessa in punto di morte di essere un agente austriaco così come lo era il vero padre delle sorelline, fuggito anni prima con Ethel, la figlia maggiore del colonnello. Harding, allora, si assume la cura di crescere le due ragazze, mentre Dutton, scagionato dalle accuse, si riconcilia con Cecile.

## Produzione
Il film fu prodotto dalla Fox Film Corporation.

## Distribuzione
Distribuito dalla Fox Film Corporation, il film - presentato da William Fox - uscì nelle sale cinematografiche USA il 24 febbraio 1918.